# Parafia Nawiedzenia Najświętszej Maryi Panny w Komornikach
Parafia Nawiedzenia Najświętszej Maryi Panny w Komornikach – parafia rzymskokatolicka, znajdująca się w diecezji opolskiej, w dekanacie Krapkowice.

## Historia
Parafia powstała co najmniej w XV w. i obejmowała nie tylko Komorniki, lecz liczne okoliczne wioski. W 1494 r. wzmiankowany jest proboszcz Symonn Walter. Obecny kościół zbudowany był w 1888 r. w stylu neogotyckim. W parafii znajdują się liczne kaplice i krzyże przydrożne.